# كيفن ميتشيل
كيفن ميتشيل هو لاعب كرة الماء كندي، ولد في 21 يونيو 1981 في فانكوفر في كندا.

## وصلات خارجية
- كيفن ميتشيل على موقع الاتحاد الدولي للسباحة (الإنجليزية)
- كيفن ميتشيل على موقع أوليمبيديا (الإنجليزية)
- كيفن ميتشيل على موقع اللجنة الأولمبية الكندية (الإنجليزية)